# The Foundations of Decay
«The Foundations of Decay» (англ. У истоков разложения) — сингл американской рок-группы My Chemical Romance. Первый релиз группы с момента возвращения в октябре 2019 года и первый сингл с песни «Fake Your Death» с альбома May Death Never Stop You. Автором песни стал Джерард Уэй, он же выступил продюсером сингла вместе с гитаристом Рэй Торо и Дугом Маккином.

## Релиз
После шести лет перерыва, 31 октября 2019 года было объявлено о воссоединение группы, первый концерт планировался в конце декабря в Лос Анджелесе. Группа планировала провести ряд концертов в Европе и три выступления на арене Стэдиум МК, затем сообщив о туре по США.
В июне 2021 года, в интервью Джерард Уэй сообщил что работает над новыми песнями с Дугом Маккином, который работал с группой на альбоме The Black Parade и Danger Days: The True Lives of the Fabulous Killjoys. Релиз сингла состоялся 12 мая 2022 года, без анонсов в социальных сетях группы.

## Композиция
Песня начинается с помех ввиду шума, затем играют барабаны и начинается искаженный вокал Джерарда Уэя. Затем голос переходит в припев, который журнал Billboard назвал «мощнейшим хедбэнгингом со времен песни Welcome to the Black Parade». New Musical Express назвал песню «гипнотическим прогрессивным роком» который переходит в «эмо крещендо» с элементами дум-метала, панк-рока и арена-роком. The New York Times описал песню как «прогрессивный эмо-рок». The Fader отметил сингл за «эпичный готик-рок».

## Участники записи

### Группа
- Джерард Уэй — вокал, продюсер, синтезатор[10]
- Рэй Торо — гитарист, продюсер
- Фрэнк Айеро — гитарист, вокал
- Майки Уэй — бас гитара

### Другие участники
- Бенджамин Махоберак[англ.] — клавишные
- Александр Джаррод[англ.] — барабаны
- Дуг Маккин — продюсер
- Рич Кости — звукорежиссер
- Джефф Ситрон — ассистент звукорежиссера
- Майк Боззи[англ.] — сведение звука

## Чарты
| Чарт (2022)                                  | Высшая позиция |
| -------------------------------------------- | -------------- |
| Австралия (ARIA)                             | 80             |
| Канада (Billboard Canadian Hot 100)          | 92             |
| Мир (Billboard Global 200)                   | 132            |
| Ирландия (IRMA)                              | 56             |
| Новая Зеландия (RMNZ)                        | 7              |
| Великобритания (OCC UK Singles)              | 37             |
| Великобритания (OCC UK Rock & Metal)         | 1              |
| США (Billboard Bubbling Under Hot 100)       | 2              |
| США (Billboard Digital Song Sales)           | 11             |
| США (Billboard Hot Rock & Alternative Songs) | 7              |
| США (Billboard Rock & Alternative Airplay)   | 16             |